# 智己L6
智己L6是上汽集团旗下智己汽车推出的一款中型轿车，也是其旗下第四款车型，于2024年4月8日发布，5月13日正式上市。其竞争对手为特斯拉Model 3和小米SU7。

## 历史
2024年2月26日，智己汽车在日内瓦车展首发L6。4月7日，智己汽车CEO刘涛表示，智己L6搭载的固态电池公布名称为“光年固态电池”。4月8日，智己L6正式发布并开启预售，预售价格介于23万元至33万元之间。在宣布预售23小时后，智己L6预售订单达到一万辆，创下品牌创立以来新车型的预售纪录。4月15日，智己汽车宣布，L6展示车已运至智己各门店展示，并于25日启动试驾体验。截至4月25日，该车预售订单突破2.1万辆。智己L6于5月13日举行上市发布会，并公布正式售价，上市后首月内购车可享2.2万元的优惠。智己L6的大部分版本于5月底开启交付，而旗舰版本光年版则于9月开启锁单，10月开始交付。截至当日，智己L6预售订单突破2.9万辆。

## 版本
智己L6根据配置不同可分为五个版本，即标准版、长续航版、超长续航版、超强性能版和光年版。详见下表：
| 版本                   | Max标准版           | Max长续航版       | Max超长续航版      | Max超强性能版      | Max光年版        |
| ---------------------- | ------------------- | ----------------- | ------------------ | ------------------ | ---------------- |
| 电池规格               | 75 kWh 磷酸铁锂电池 | 83 kWh 三元锂电池 | 100 kWh 三元锂电池 | 100 kWh 三元锂电池 | 133 kWh 固态电池 |
| 电压平台               | 400V快充平台        | 800V快充平台      | 准900V快充平台     | 准900V快充平台     | 准900V快充平台   |
| 输出总功率             | 216 kw              | 248 kw            | 300 kw             | 579 kw             | 不適用           |
| 续航里程（CLTC，公里） | 650                 | 710               | 850                | 780                | 1000+            |
| 驱动形式               | 後置後驅            | 後置後驅          | 後置後驅           | 全輪驅動           | 全輪驅動         |
| 售价（人民币元）       | 219,900             | 259,900           | 275,900            | 305,900            | 345,900          |
| 开始交付时间           | 2024年5月底         | 2024年5月底       | 2024年5月底        | 2024年5月底        | 预计2024年10月   |

## 特征

### 外观设计
智己L6的前脸采用封闭式造型，两侧配有外形犀利的前大灯组；尾部线条呈凹凸风格，同时小鸭尾也呈微微上翘的姿态，并采用贯穿式设计的尾灯组；整体造型呈现轿跑式与溜背式的风格。该车亦配有无框车门以及花瓣式轮圈，并采用具备电动开合功能的掀背式后尾门，共提供7种车身颜色。

### 动力系统
智己L6提供单电机和双电机两种动力版本，均采用900V碳化硅电机；其中单电机最大功率216kW，双电机版最大功率分别为200kW和379kW。该车共提供四种不同容量的动力电池，分别是400V平台75kWh磷酸铁锂电池、800V平台83kWh三元锂电池、准900V平台100kWh三元锂电池，以及133kWh超快充固态电池，由清陶能源提供。其旗舰版本光年版搭载汽车行业首个实现量产的固态电池，该电池在准900V超强性能平台上研发，可确保电池的稳定性、循环性和安全性，续航里程可达1000公里以上。L6搭载的底盘为“灵蜥数字底盘”，可根据智能感应、算法预判路况控制车辆，同时支持OTA更新；其“智慧四轮转向系统”可实现较高的驾驶灵活性，最小转弯半径仅4.99米，与大众Polo持平，并具备可以横向行驶的“蟹行”能力。L6的麋鹿测试成绩为每小时90.96公里，智己汽车宣称该成绩打破世界纪录。

### 内饰与硬件

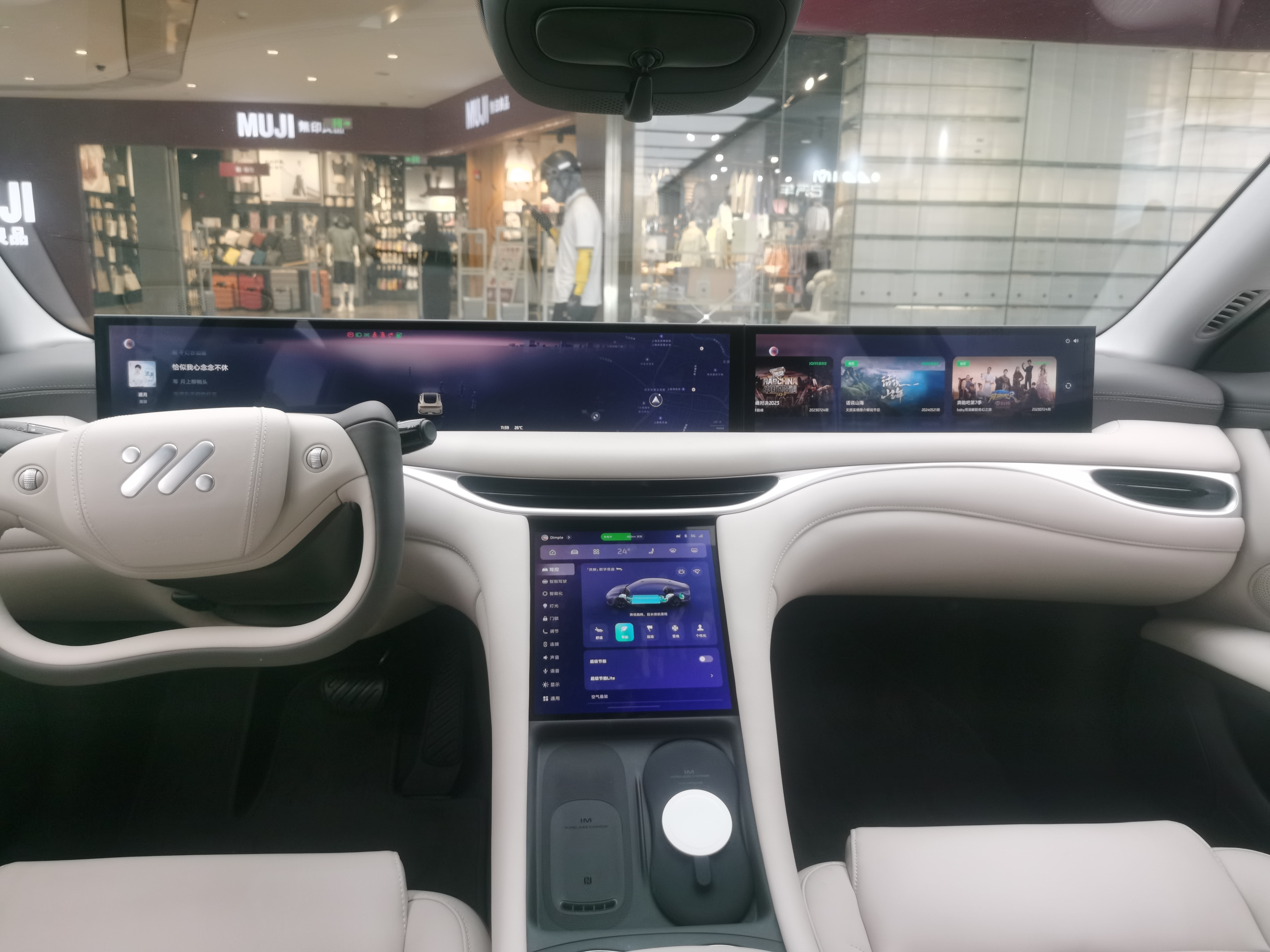
智己L6内饰

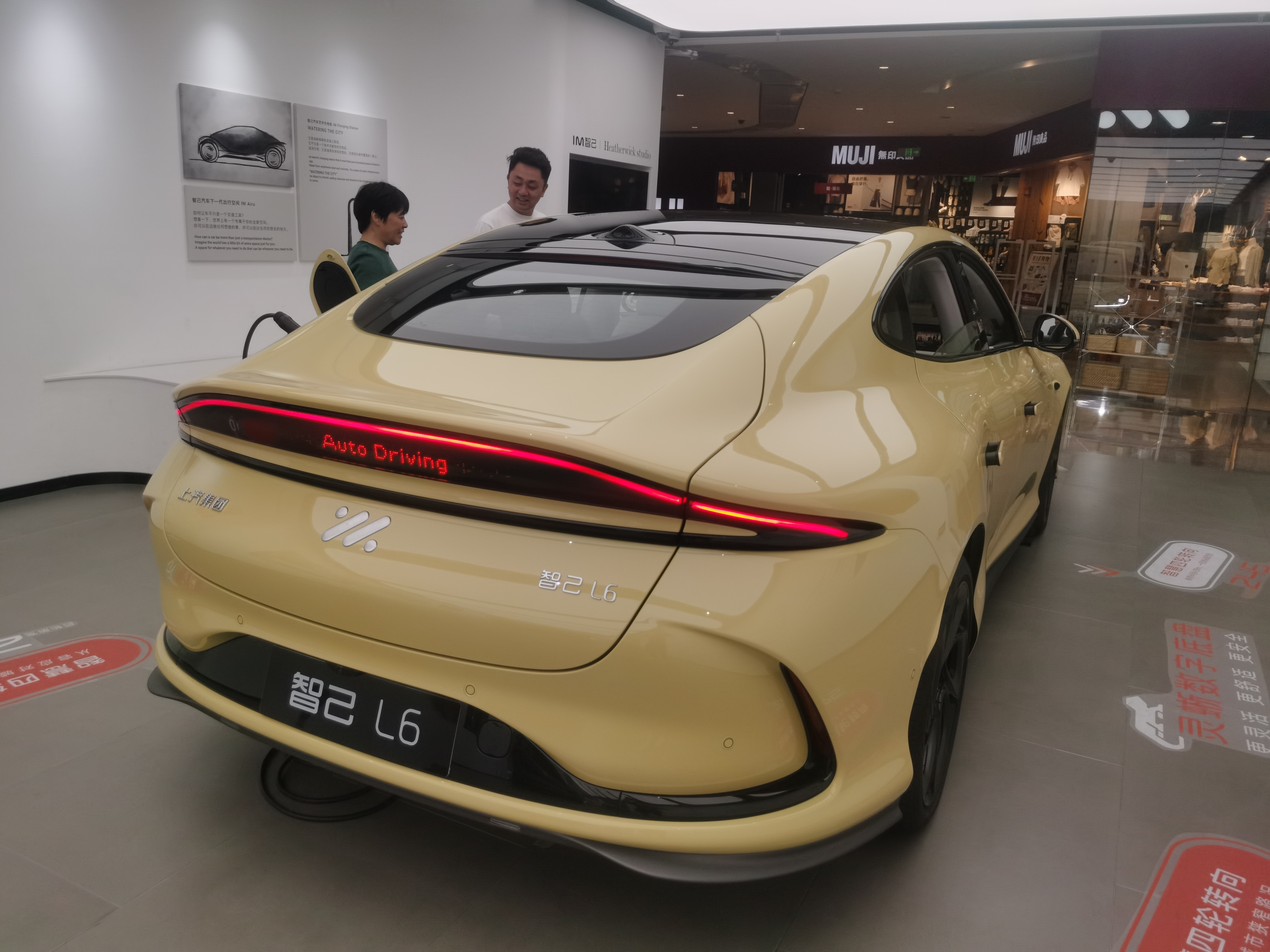
智己L6尾部的“ISC智慧灯语系统”

智己L6沿用“全画幅数字驾驶舱”的设计，仪表台上方搭载26.3英寸连屏及10.5英寸触控屏，方向盘标配为全幅式，半辐式为选装件；车内同时搭载带通风功能的手机无线充电面板。全车配备POPO云感座椅和全景天幕。L6的信息娱乐系统搭载高通骁龙8295芯片，智能驾驶则搭载英伟达OrinX芯片。其信息娱乐系统基于IMOS 3.0，可显示驾驶和路况信息，并提供“雨夜模式”、“全域数字视野补盲”、“一键AI代驾”等功能；同时搭载的生成式大模型可实现人车对话。L6全息均具备去高精地图城市NOA能力，并提供基于字节跳动旗下火山引擎开发的“City Drive城市漫行”功能，车机可实时推送美食、景点等内容。另外该车搭载的摄像头具备多视角拍摄能力，并配有“ISC智慧灯语系统”，可以由用户自行设置尾灯提示语。

## 争议

### 发布会上错误标注小米汽车参数
2024年4月8日，在智己L6发布会上，智己联席CEO刘涛对L6的电驱系统进行了介绍，并与小米SU7 Max进行了比较，称小米SU7 Max“采用前IGBT、后SiC模块的电驱”，与小米官方的宣传不相符。发布会结束后，刘涛通过个人微博进行了道歉和澄清，强调“由于产品信息的调研结果有误”所导致。之后小米集团通过“小米公司发言人”发布微博表示“不接受个人轻描淡写的非正式的道歉”，要求再次敦促智己汽车公开澄清并向公众道歉。4月9日凌晨，小米以较为激烈的言辞发布微博表示，“对于智己公司近期一而再、再而三的骚扰、抹黑行为，我们的忍让是有限度的”，认为其行为“不符合上汽集团的企业文化、价值观和行业地位，也不符合中国新能源汽车团结发展的历史潮流”。随后智己汽车通过微博发表致歉函，称关键参数的错误标注是团队内容审核疏漏所导致。同日下午，智己汽车微博再次表示此次事件“主观上不存在蓄意抹黑的意图”，对小米的声明进行反驳，并表示恳请小米“口下留情”。

## 外部鏈接
- 官方网站
- 维基共享资源上的相關多媒體資源：智己L6